# کاربیس کاراگیان
کاربیس بوغوسی کاراگیان (ارمنی: Կարպիս Պողոսի Կարագյան؛  زادهٔ ۲۰ اکتبر ۱۹۰۸ - درگذشته ۲۶ نوامبر ۱۹۹۲) یک اقتصاددان و استاد اهل ارمنستان بود.

## زندگی‌نامه
در ۲۰ اکتبر ۱۹۰۸ به دنیا آمد .   وی همچنین برنده دانشمند شایسته ارمنستان شوروی (۱۹۶۶) شده است. وی در ۲۶ نوامبر ۱۹۹۲ در سن ۸۴ سالگی در ایروان درگذشت.

## یادداشت
1. ↑  տնտեսագիտության թեկնածու